# SheBelieves Cup 2019
L'SheBelieves Cup 2019 è stata la quarta edizione della SheBelieves Cup, torneo a invito riservato a nazionali di calcio femminile, che si è svolta negli Stati Uniti d'America dal 27 febbraio al 5 marzo 2019. Il torneo è stato vinto dall'Inghilterra per la prima volta nella sua storia sportiva.
L'edizione ripropone la formula a quattro squadre della precedente, con le nazionali di Brasile e Giappone all'esordio in sostituzione di Germania e Francia, che avevano disputato le prime tre edizioni, mentre sono due quelle a vantare più presenze, Inghilterra e Stati Uniti, quattro, ovvero in tutte le edizioni disputate, con gli Stati Uniti a vantare il maggior quantitativo di vittorie nel torneo (2016, 2018).

## Formato
Le quattro squadre invitate disputano un solo girone all'italiana, dove vengono concessi tre punti per la vittoria, uno per il pareggio e zero per la sconfitta. In caso di parità di punti, venivano considerati gli scontri diretti, la differenza reti e i gol fatti.

## Stadi
| Chester, Pennsylvania   | Nashville, Tennessee | Tampa, Florida        |
| ----------------------- | -------------------- | --------------------- |
| Talen Energy Stadium    | Nissan Stadium       | Raymond James Stadium |
| Capacità: 18 500        | Capacità: 69 193     | Capacità: 66 321      |
|                         |                      |                       |
| Chester Nashville Tampa |                      |                       |

## Nazionali partecipanti
| Squadra     | FIFA/Coca-Cola Women's World Ranking (7 dicembre 2018). |
| ----------- | ------------------------------------------------------- |
| Stati Uniti | 1                                                       |
| Inghilterra | 4                                                       |
| Giappone    | 8                                                       |
| Brasile     | 10                                                      |

## Classifica
| Pos. | Squadra     | Pt | G | V | N | P | GF | GS | DR |
| ---- | ----------- | -- | - | - | - | - | -- | -- | -- |
| 1.   | Inghilterra | 7  | 3 | 2 | 1 | 0 | 7  | 3  | +4 |
| 2.   | Stati Uniti | 5  | 3 | 1 | 2 | 0 | 5  | 4  | +1 |
| 3.   | Giappone    | 4  | 3 | 1 | 1 | 1 | 5  | 6  | -1 |
| 4.   | Brasile     | 0  | 3 | 0 | 0 | 3 | 2  | 6  | -4 |

| Arbitro: | Melissa Borjas |

|                        |           |                           |
| Rapinoe 23’ Morgan 76’ | Marcatori | 67’ Nakajima 90+1’ Momiki |

| Arbitro: | Ekaterina Koroleva |

|                    |           |                           |
| White 49’ Mead 75’ | Marcatori | 16’ (rig.) Andressa Alves |

| Arbitro: | Karen Abt |

|             |           |                                       |
| Debinha 57’ | Marcatori | 44’ Momiki 81’ Kobayashi 85’ Hasegawa |

| Arbitro: | Marianela Araya |

|                       |           |                         |
| Rapinoe 33’ Heath 67’ | Marcatori | 36’ Houghton 52’ Parris |

| Arbitro: | Christina Unkel |

|  |           |                                    |
|  | Marcatori | 12’ Staniforth 23’ Carney 30’ Mead |

| Arbitro: | Carol Anne Chénard |

|           |           |  |
| Heath 20’ | Marcatori |  |

## Statistiche

### Classifica marcatrici
2 reti
- Bethany Mead
- Yūka Momiki

- Tobin Heath
- Megan Rapinoe

1 rete
- Andressa Alves (1 rig.)
- Debinha
- Karen Carney
- Steph Houghton
- Nikita Parris
- Lucy Staniforth

- Ellen White
- Yui Hasegawa
- Rikako Kobayashi
- Emi Nakajima
- Alex Morgan